# Autobusové nádraží Lvov
Autobusové nádraží Lvov (ukrajinsky Автовокзал Львів) je hlavní stanice pro autobusovou dopravu v uvedeném ukrajinském městě. Doplňuje ji ještě druhé autobusové nádraží u hlavního nádraží železničního v centru města. Autobusové nádraží Lvov se nachází na jižním okraji města, na adrese Stryjska 109.

## Historie
Areál nádraží vyniká na celé Ukrajině díky unikátnímu architektonickému ztvránění. Rozhodnutí o zbudování nového nádraží vydalo Ministerstvo automobilové dopravy SSSR v říjnu 1969, vhodný návrh byl připravován v letech 1971 až 1973. Modernistický komplex v duchu sovětské architektury 70. let vyprojektoval tým architektů (Michail Stoljarov, Andrej Sagajdakovskij a další). Celkové náklady na objekt činily přes dva miliony sovětských rublů. Stejně jako v případě řady obdobných projektů však nebylo realizováno vše, co bylo zamýšleno.
Stavební práce byly zahájeny v roce 1976 a trvaly čtyři roky. Slavnostní otevření se uskutečnilo v roce 1980.
V roce 2009 byl představen projekt přestavby a modernizace nádraží, který měl odpovídat zvýšenému vytížení areálu pro potřeby mezinárodního šampionátu Euro 2012. Projekt nicméně nebyl nikdy realizován.
V druhé dekádě 21. století byla stanice do jisté míry opuštěná, ve špatném stavu a zanedbaná. Fasáda byla zakryta reklamními plakáty.

## Lokalita a popis areálu
Atypické umístění stanice na jižním okraji města, zcela mimo hlavní dopravní tahy, bylo zvoleno z důvodu dobré dostupnosti dálkových tahů a především pro orientaci zájezdových autobusů směrem do Karpat a Zakarpatské Ukrajiny. Ty byly v době vzniku stanice právě nejčastěji ze Lvova vypravovány (v SSSR měla pro meziměstskou dopravu stále značný význam doprava železniční). Budova stanice byla dimenzována na kapacitu 800 cestujících/hod. Staniční budova má půdorys odpovídající zhruba trojúhelníku. Areál je rozdělen na tři části; prostor před nádražím pro městskou dopravu, prostor pro příjezdy a prostor pro odjezdy. V zadní části stanice se nacházely různé služby, v přízemí pokladna a výstup k nástupištím. V patře byla umístěna rozlehlá čekárna, restaurace a ve třetím patře hotel. Celková podlahová plocha budovy nádraží činila 4149,6 m2